# La Parrita, Jalisco
La Parrita är en ort i Mexiko.   Den ligger i kommunen Teocaltiche och delstaten Jalisco, i den centrala delen av landet, 400 km nordväst om huvudstaden Mexico City. La Parrita ligger 1 834 meter över havet och antalet invånare är 229.
Terrängen runt La Parrita är en högslätt. Runt La Parrita är det ganska glesbefolkat, med 42 invånare per kvadratkilometer. Närmaste större samhälle är Teocaltiche, 12,8 km söder om La Parrita. Trakten runt La Parrita består till största delen av jordbruksmark.